# Heringen (Werra)
Heringen (Werra) è una città tedesca di 7 080 abitanti, situata nel land dell'Assia.